# Liste der Kulturdenkmäler in Weingarten (Pfalz)
In der Liste der Kulturdenkmäler in Weingarten (Pfalz) sind alle Kulturdenkmäler der rheinland-pfälzischen Ortsgemeinde Weingarten (Pfalz) aufgeführt. Grundlage ist die Denkmalliste des Landes Rheinland-Pfalz (Stand: 26. Juni 2023).

## Einzeldenkmäler
| Bezeichnung              | Lage                                                 | Baujahr                           | Beschreibung | Bild                           |
| ------------------------ | ---------------------------------------------------- | --------------------------------- | --- | ------------------------------ |
| Friedhofskreuz           | Bahnhofstraße, auf dem Friedhof Lage                 | 1817                              | Friedhofskreuz, Sandsteinkruzifix, bezeichnet 1817                                                                                              | Fotos hochladen                |
| Wohnhaus                 | Bahnhofstraße 4 Lage                                 | 1725                              | eingeschossiges Fachwerkhaus mit Kniestock, bezeichnet 1725                                                                                     | weitere Bilder Fotos hochladen |
| Wohnhaus                 | Bahnhofstraße 8 Lage                                 | 1739                              | eingeschossiges Fachwerkhaus, teilweise massiv, bezeichnet 1739                                                                                 | Fotos hochladen                |
| Wohnhaus                 | Hauptstraße 3 Lage                                   | 18. Jahrhundert                   | langgestreckter eingeschossiger Krüppelwalmdachbau, Fachwerk verputzt, wohl aus dem 18. Jahrhundert oder um 1800; Vorderhaus um 2013 abgerissen | BW                             |
| Wohnhaus                 | Hauptstraße 17 Lage                                  | 18. Jahrhundert                   | Fachwerkhaus, teilweise massiv, 18. Jahrhundert                                                                                                 | Fotos hochladen                |
| Evangelische Pfarrkirche | Hauptstraße 35 Lage                                  | erste Hälfte des 18. Jahrhunderts | Saalbau, erste Hälfte des 18. Jahrhunderts; Kirchhofsmauer, 19. Jahrhundert                                                                     | weitere Bilder Fotos hochladen |
| Kriegerdenkmal           | Hauptstraße, bei Nr. 35 Lage                         | 1921                              | Kriegerdenkmal 1914/18, im Oktober 1921 errichtet                                                                                               | weitere Bilder Fotos hochladen |
| Evangelisches Pfarrhaus  | Hauptstraße 37 Lage                                  | um 1825                           | fünfachsiger klassizistischer Walmdachbau, um 1825                                                                                              | Fotos hochladen                |
| Wohnhaus                 | Hauptstraße 57 Lage                                  | um 1700                           | Fachwerkhaus, teilweise massiv, bezeichnet 1751, wohl älter (um 1700?)                                                                          | Fotos hochladen                |
| Rathaus                  | Neugasse 1 Lage                                      | um 1860/70                        | spätklassizistischer Walmdachbau, um 1860/70 (?)                                                                                                | weitere Bilder Fotos hochladen |
| Spolien                  | Neugasse, zwischen Nr. 1 und 5 Lage                  | 1746                              | an der katholischen Kirche St. Michael: Spolien des Vorgängers, bezeichnet 1746                                                                 | weitere Bilder Fotos hochladen |
| Eisenbahnbrücke          | nördlich des Ortes an der L 507; Flur Am Bähnel Lage | 1905                              | kleine Betonbrücke der ehemaligen Gäubahn über den Bruchbach, 1905 eröffnet                                                                     | Fotos hochladen                |